# Рибін Володимир Іванович
Володимир Іванович Рибін (нар. 14 вересня 1980, Кремінна) — український трековий і шосейний велогонщик, представник Національної збірної України протягом 2000-х років. Чемпіон світу в гонці за очками, переможець і призер етапів Кубку світу, учасник двох літніх Олімпійських ігор. Заслужений майстер спорту України.

## Біографія
Володимир Рибін народився 14 вересня 1980 року в місті Кремінна Луганської області Української РСР. Проходив підготовку в Донецьку в спортивних товариствах «Колос» і «Динамо», був підопічним заслуженого тренера України Миколи Мірчановича Мирзи. Навчався в Донецькому училищі олімпійського резерву імені С. Бубки і Донецькій школі вищої спортивної майстерності.
Першого серйозного успіху на дорослому міжнародному рівні досяг в сезоні 2003 року, коли увійшов до основного складу української національної збірної та побував на етапі Кубку світу в Сіднеї, звідки привіз нагороду срібного ґатунку, виграну в перегонах за очками.
У 2004 році спільно з Василем Яковлевим виграв золоту і срібну медалі в медісоні на етапах Кубку світу в Мексиці та Великій Британії відповідно. Завдяки низці вдалих виступів отримав право захищати честь країни на літніх Олімпійських іграх в Афінах — тут вони з Яковлевим посіли підсумкове п'яте місце.
Після афінської Олімпіади Рибін залишився в головній трековій команді України і продовжив брати участь в найбільших міжнародних змаганнях. Так, в 2005 році він здобув перемогу в гонці за очками на чемпіонаті світу в Лос-Анджелесі, тоді як на етапі Кубка світу в Сіднеї переміг в гонці за очками і в медісоні разом з Дмитром Грабовським, а на етапі в Манчестері став срібним призером в скретчі.
У 2006 році в парі з Любомиром Полатайком завоював срібну медаль в медісоні на світовій першості в Бордо — у фіналі їх обійшли іспанці Жоан Льянерас і Ісаак Гальвес.
На етапі Кубку світу 2007 року в Китаї додав в послужний список бронзову нагороду в медісоні. Починаючи з цього часу представляв донецьку континентальну команду ISD-Sport Donetsk, з якою періодично брав участь і в шосейних гонках.
Перебуваючи серед лідерів Української національної збірної, Володимир Рибін благополучно пройшов відбір на [[[Літні Олімпійські ігри 2008|Олімпійські ігри 2008 року]] в Пекіні. Цього разу стартував в гонці за очками і медісоні разом з Любомиром Полатайком, показавши в цих дисциплінах 14 і 15 результати відповідно.
У період 2009—2010 років виступав в основному на шосе за команду ISD. Виходив на старт таких престижних гонок як «Флеш дю Сюд», «Тур озера Цинхай», «Дварс дор Вест-фландер», «П'ять кілець Москви», «Гран-прі Адигеї», «Меморіал Олега Дьяченко» та інші. Піднімався на п'єдестал пошани гонки «Гран-прі Донецька», ставши в 2009 році третім.
За видатні спортивні досягнення отримав почесне звання «Заслужений майстер спорту України».